# دارين أودي
دارين أودي (بالإنجليزية: Darren O'Dea)‏ (مواليد 4 فبراير 1987 في دبلن، جمهورية أيرلندا) لاعب كرة قدم أيرلندي يجيد اللعب في مركز قلب الدفاع والظهير الأيسر ويلعب حاليا في نادي سيلتيك الاسكتلندي منذ 2005.

## روابط خارجية
- دارين أودي على موقع الاتحاد الدولي (مؤرشف)  (الإنجليزية)
- دارين أودي على موقع الاتحاد الأوربي (الإنجليزية)
- دارين أودي على موقع الدوري الأمريكي (الإنجليزية)
- دارين أودي على موقع قاعدة بيانات كرة القدم.إي يو (الإنجليزية)
- دارين أودي على موقع ناشيونال فوتبول تيمز (الإنجليزية)
- دارين أودي على موقع Soccerbase.com (لاعب) (الإنجليزية)
- دارين أودي على موقع Soccerway.com (الإنجليزية)
- دارين أودي على موقع عالم كرة القدم.نت (الإنجليزية)